# Forces Armades del Gabon
Les Forces Armades del Gabon (en francès: Forces armées gabonaises) o les Forces de Defensa i Seguretat del Gabon (en francès: forces de défense et de sécurité gabonaises) són l'exèrcit professional nacional de la República Gabonesa que compta amb uns 6.500 efectius; dividits en 3.000 de l'Exèrcit, 1.000 de la Força Aèria, 500 de l'Armada i 2.000 de la Gendarmeria Nacional. Les forces gaboneses estan orientades a la defensa del país i no han estat entrenades per a un paper ofensiu. Les forces armades inclouen una guàrdia de 1.800 efectius ben entrenats i equipats que proporcionen seguretat al president del Gabon.

## Història
En 1964, una part de l'exèrcit i de la policia va donar un cop d'estat contra el president del govern Léon M'ba que va fracassar dos dies després per la intervenció militar dels paracaigudistes francesos.
A principis de 2019, va haver-hi un nou intent de cop d'estat per part de joves oficials contra el president Ali Bongo Ondimba, el fill de Léon M'ba. El cop va fracassar després d'unes hores el mateix dia.